# 노성천
노성천(魯成川)은 충청남도 공주시 계룡면 중장리에서 발원하여 충청남도 논산시 광석면 산동리에서 논산천으로 흘러드는 금강 수계의 하천으로, 금강의 제2지류이다. 계룡면에서 발원하여 충청남도 논산시 부적면, 연산면, 노성면 등지를 관통하며 연산면에서는 금강의 제3지류인 연산천이 합류한다. 국가하천, 지방1급하천, 지방2급하천으로 나뉘어 있다.

## 통과지역
충청남도 (공주시)
- 계룡면

충청남도 (논산시)
- 상월면-노성면-상월면-연산면-부적면-광석면

## 노성천으로 흐르는금강의 제3지류
- 연산천